# Le parole tra noi leggere
Le parole tra noi leggère è un romanzo di Lalla Romano che tematizza il rapporto tra madre e figlio.
La protagonista, la narratrice, si confronta con la crescita e con le ripetute difficoltà del giovane figlio Piero, con cui si trova spesso in un rapporto conflittuale. I due vivono a Cuneo mentre il marito della donna, una figura di padre piuttosto assente, lavora a Torino. La protagonista stessa si trova in una situazione di dissidio interiore: da una parte è sinceramente desiderosa di permettere gli sviluppi del figlio nei suoi passi verso l'autonomia, dall'altra non sempre riesce a staccarsi dal suo ruolo di madre guida.
L'anno della pubblicazione, il 1969, è significativo in quanto la storia è ambientata ai tempi della rivolta giovanile, durante la quale il conflitto generazionale era particolarmente spiccato. La figura di Piero passa dallo stadio della protesta a quello del riflusso (fondazione di famiglia borghese, lavoro in banca), passando per numerose difficoltà di studio e di lavoro per poi sfociare in malattia.
Il libro, il cui titolo è citazione esatta dai versi 28-29 (...le parole / tra noi leggere cadono) di Due nel crepuscolo, poesia di Eugenio Montale, inclusa nella Bufera e altro, raccolse il plauso del poeta ligure e vinse il Premio Strega del 1969.

## Edizioni
- Lalla Romano, Le parole tra noi leggère, Einaudi, Torino, 1996
- Lalla Romano, Le parole tra noi leggere, Prefazione di Cesare Segre, Collezione Premio Strega, UTET, 2006,  p. 456, ISBN 978-88-02-07574-7.